# Columbia Inferno
Columbia Inferno byl profesionální americký klub ledního hokeje, který sídlil v Columbii ve státě Jižní Karolína. V letech 2001–2008 působil v profesionální soutěži East Coast Hockey League. Inferno ve své poslední sezóně v ECHL skončily ve čtvrtfinále play-off. Své domácí zápasy odehrával v hale Carolina Coliseum s kapacitou 12 401 diváků. Klubové barvy byly červená, žlutá, černá a bílá.

## Přehled ligové účasti
Zdroj: 
- 2001–2003: East Coast Hockey League (Jihovýchodní divize)
- 2003–2004: East Coast Hockey League (Jižní divize)
- 2004–2005: East Coast Hockey League (Východní divize)
- 2005–2008: East Coast Hockey League (Jižní divize)